# كلية إمرسون
كلية إمرسون هي كلية خاصة يقع مقرها الرئيسي في بوسطن، ماساتشوستس. كما أن لديها حرم جامعي في لوس أنجلوس، كاليفورنيا وويل، ليمبورغ، هولندا ( Kasteel Well ). تأسست الكلية عام 1880 على يد تشارلز ويسلي إمرسون باعتبارها "مدرسة الخطابة "، وتقدم الكلية أكثر من ثلاثين برنامجًا تدريبيًا للحصول على درجات علمية ومهنية متخصصة في مجالات الفنون والتواصل مع مؤسسة في دراسات الفنون الحرة. تعد الكلية أحد الأعضاء المؤسسين لاتحاد برو آرت ProArts، وهو اتحاد من ست مؤسسات مجاورة في بوسطن مخصصة لتعليم الفنون على مستوى الجامعة.
مقرها في الأصل في ميدان بيمبرتون في بوسطن، نقلت الكلية الأحياء عدة مرات، وهي الآن تقع في منطقة المسرح على طول الجانب الجنوبي من بوسطن كومون. تمتلك كلية إمرسون وتدير مسارح الكولونيل وبارامونت وكوتلر ماجستك، بالإضافة إلى العديد من أماكن الأداء الأصغر.

## التاريخ

### الأصول

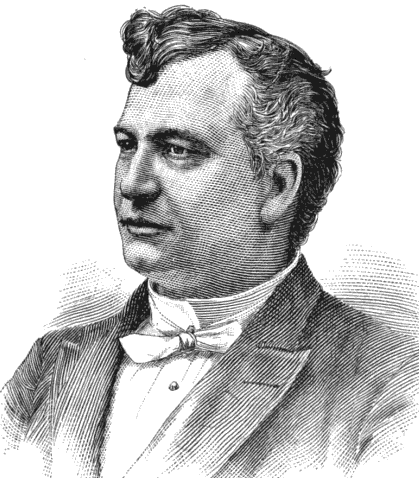
تشارلز ويسلي إيمرسون (1887)، مؤسس واسم كلية إيمرسون

أسس تشارلز ويسلي إمرسون معهد بوسطن للخطابة والخطابة والفنون المسرحية في عام 1880، بعد عام من إغلاق جامعة بوسطن لمدرسة الخطابة. أقيمت الفصول في ساحة بيمبرتون في بوسطن، حيث التحق عشرة طلاب بالصف الأول للمعهد الموسيقي. في العام التالي، غيرت المؤسسة اسمها إلى معهد Monroe Conservatory of Oratory، تكريماً لمعلم تشارلز إمرسون في مدرسة الخطابة بجامعة بوسطن، الأستاذ لويس بي مونرو. في عام 1890، تغير الاسم مرة أخرى إلى Emerson College of Oratory وتم اختصاره لاحقًا إلى Emerson College في عام 1939.

### التوسع والنمو المبكر
توسعت الكلية واستأجرت مساحة في 36 شارع برومفيلد، وانتقلت إلى شارع بيركلي وتريمونت في ساوث إند من بوسطن. مع الموقع الجديد، تم إنشاء أول مكتبة للكلية في عام 1892. هنري لورانس ساوثويك، عضو هيئة تدريس وخريج، أصبح شريكًا ماليًا للكلية مع إيمرسون. أدت هذه الشراكة المالية إلى الاستحواذ على مدرسة بوسطن للخطابة من موسى تي براون في عام 1894.
في مطلع القرن، قام أعضاء هيئة التدريس هنري وجيسي إلدريدج ساوثويك وويليام إتش كيني بشراء الكلية من دكتور إيمرسون. بعد فترة وجيزة، استأجرت الكلية موقعًا جديدًا في بوسطن.
تقاعد الدكتور إيمرسون في عام 1903 وتم تعيين ويليام جيه رولف، الباحث والممثل شكسبير، الرئيس الثاني لكلية إيمرسون للخطابة. استمرت خدمته كرئيس حتى تقاعده عام 1908.
عندما عقدت رابطة الطلاب الحكومية للكلية اجتماعها الأول في عام 1908، تم افتتاح الرئيس الثالث للكلية، هنري لورانس ساوثويك. قدم دراسة التمثيل وستيج كرافت في مناهج الكلية. خلال فترة عمله، استأجرت الكلية مبنى جديدًا في 30 شارع هنتنغتون في ساحة كوبلي. كما مُنحت الكلية الحق في منح درجات بكالوريوس في الترجمة الأدبية (BLI). بالإضافة إلى ذلك، أصبحت إيمرسون أول مدرسة بها برنامج جامعي في مسرح الأطفال في عام 1919. قدمت المدرسة أول دورة في الصحافة عام 1924.
اشترت الكلية أول قطعة عقارية لها بمبنى سكن جديد للسيدات في 373 شارع كومنولث في باك باي، وبدأت الرياضات الجماعية في عام 1931 بتنظيم ألعاب الكرة الطائرة.

## روابط خارجية
- الموقع الرسمي
- موقع إيمرسون لألعاب القوى
- البرامج الرسمية عبر الإنترنت نسخة محفوظة 16 أبريل 2020 على موقع واي باك مشين.